# Damian Jones
Pour les articles homonymes, voir Jones.
Damian William Jones, né le 30 juin 1995 à Bâton-Rouge en Louisiane, est un joueur américain de basket-ball. Il évolue au poste de pivot.

## Biographie

### Carrière universitaire
Entre 2013 et 2016, il joue pour les Commodores de Vanderbilt à l'Université Vanderbilt où il rencontre Jude Cohen.
Le 14 avril 2016, il annonce sa candidature à la Draft 2016 de la NBA.

### Carrière professionnelle

#### Warriors de Golden State (2016-2019)
Il est sélectionné en 30e position par les Warriors de Golden State et obtient donc un contrat garanti de 2 ans, au minimum. Il joue que très peu lors de ses  3 premières saisons . Barré par la concurrence.

#### Hawks d'Atlanta (2019-2020)
Le 8 juillet 2019, il prend la direction des Hawks d'Atlanta en échange d'Omari Spellman.

#### Suns de Phoenix (2020-2021)
À l'intersaison, il signe pour deux ans avec les Suns de Phoenix.
Le 24 février 2021, il est coupé.

#### Lakers de Los Angeles (2021)
Le 27 février 2021, il signe un contrat de 10 jours en faveur des Lakers de Los Angeles. Jones signe un nouveau contrat de 10 jours avec les Lakers le 11 mars.

#### Kings de Sacramento (2021-2022)
Le 7 avril 2021, il s'engage pour 10 jours du côté des Kings de Sacramento. Le 27 avril 2021, il est signé jusqu'à la fin de saison et pour la saison suivante,.

#### Retour aux Lakers de Los Angeles (2022-2023)
Agent libre à l'été 2022, il retourne chez les Lakers de Los Angeles pour deux saisons.

#### Jazz de l'Utah (2023)
Le 9 février 2023, la veille de la fermeture du marché des transferts, il est transféré vers le Jazz de l'Utah dans un échange en triangle incluant les Lakers, les Timberwolves et le Jazz.

#### Cavaliers de Cleveland (2023-2024)
Le 8 juillet 2023, il est transféré aux Cavaliers de Cleveland.

## Palmarès
- 2× First-team All-SEC (2015, 2016)
- 2× NBA Champion (2017, 2018)

## Statistiques

### Universitaires
Les statistiques en matchs universitaires de Damian Jones sont les suivantes :
| Saison    | Équipe     | Matchs | Titul. | Min./m | % Tir | % 3pts | % LF | Rbds/m. | Pass/m. | Int/m. | Ctr/m. | Pts/m. |
| --------- | ---------- | ------ | ------ | ------ | ----- | ------ | ---- | ------- | ------- | ------ | ------ | ------ |
| 2013-2014 | Vanderbilt | 31     | 28     | 25,9   | 54,3  | 0,0    | 54,5 | 5,71    | 0,26    | 0,29   | 1,39   | 11,26  |
| 2014-2015 | Vanderbilt | 35     | 34     | 29,1   | 56,1  | 20,0   | 59,9 | 6,49    | 0,74    | 0,57   | 2,00   | 14,40  |
| 2015-2016 | Vanderbilt | 33     | 33     | 26,2   | 59,0  | 0,0    | 53,6 | 6,88    | 1,15    | 0,24   | 1,64   | 13,88  |
| Total     | Total      | 99     | 95     | 27,2   | 56,6  | 12,5   | 56,5 | 6,37    | 0,73    | 0,37   | 1,69   | 13,24  |

### Professionnelles
Légende :
| Champion NBA |

#### G League
| Saison    | Équipe     | Matchs | Titul. | Min./m | % Tir | % 3pts | % LF | Rbds/m. | Pass/m. | Int/m. | Ctr/m. | Pts/m. |
| --------- | ---------- | ------ | ------ | ------ | ----- | ------ | ---- | ------- | ------- | ------ | ------ | ------ |
| 2016-2017 | Santa Cruz | 31     | 21     | 26,4   | 57,9  | 0,0    | 50,0 | 7,16    | 1,06    | 0,42   | 2,10   | 11,26  |
| 2017-2018 | Santa Cruz | 45     | 45     | 30,6   | 67,8  | 50,0   | 69,3 | 8,02    | 1,96    | 0,62   | 2,18   | 14,96  |
| Total     | Total      | 76     | 66     | 28,9   | 64,0  | 33,3   | 61,6 | 7,67    | 1,59    | 0,54   | 2,14   | 13,45  |

#### Saison régulière NBA
| Saison    | Équipe       | Matchs | Titul. | Min./m | % Tir | % 3pts | % LF | Rbds/m. | Pass/m. | Int/m. | Ctr/m. | Pts/m. |
| --------- | ------------ | ------ | ------ | ------ | ----- | ------ | ---- | ------- | ------- | ------ | ------ | ------ |
| 2016-2017 | Golden State | 10     | 0      | 8,5    | 50,0  | 0,0    | 30,0 | 2,30    | 0,00    | 0,10   | 0,40   | 1,90   |
| 2017-2018 | Golden State | 15     | 0      | 5,9    | 50,0  | 0,0    | 60,0 | 0,93    | 0,13    | 0,07   | 0,20   | 1,67   |
| 2018-2019 | Golden State | 24     | 22     | 17,1   | 71,6  | 0,0    | 64,9 | 3,12    | 1,17    | 0,50   | 1,04   | 5,42   |
| 2019-2020 | Atlanta      | 55     | 27     | 16,1   | 68,0  | 22,2   | 73,8 | 3,75    | 0,64    | 0,47   | 0,73   | 5,56   |
| 2020-2021 | Phoenix      | 14     | 0      | 6,7    | 50,0  | 0,0    | 54,5 | 1,29    | 0,29    | 0,07   | 0,36   | 1,57   |
| 2020-2021 | L.A. Lakers  | 8      | 6      | 14,0   | 94,1  | 0,0    | 91,7 | 3,25    | 0,12    | 0,12   | 0,88   | 5,38   |
| 2020-2021 | Sacramento   | 17     | 4      | 20,0   | 65,7  | 25,0   | 71,4 | 4,53    | 1,41    | 0,53   | 1,00   | 6,94   |
| 2021-2022 | Sacramento   | 56     | 15     | 18,2   | 65,8  | 34,5   | 71,8 | 4,39    | 1,23    | 0,46   | 0,84   | 8,11   |
| 2022-2023 | L.A. Lakers  | 22     | 1      | 8,0    | 54,1  | 0,0    | 75,0 | 2,50    | 0,18    | 0,14   | 0,55   | 2,50   |
| 2022-2023 | Utah         | 19     | 0      | 15,8   | 71,4  | 71,4   | 77,8 | 3,53    | 0,58    | 0,26   | 0,47   | 4,58   |
| 2023-2024 | Cleveland    | 39     | 0      | 6,9    | 59,7  | 21,4   | 85,7 | 1,59    | 0,38    | 0,18   | 0,33   | 2,74   |
| Total     | Total        | 279    | 75     | 13,5   | 65,6  | 35,1   | 71,5 | 3,11    | 0,69    | 0,33   | 0,65   | 4,90   |

Mise à jour le 3 mai 2024

#### Playoffs NBA
| Saison | Équipe       | Matchs | Titul. | Min./m | % Tir | % 3pts | % LF | Rbds/m. | Pass/m. | Int/m. | Ctr/m. | Pts/m. |
| ------ | ------------ | ------ | ------ | ------ | ----- | ------ | ---- | ------- | ------- | ------ | ------ | ------ |
| 2017   | Golden State | 4      | 0      | 5,2    | 42,9  | 0,0    | 50,0 | 1,50    | 0,00    | 0,50   | 0,25   | 1,75   |
| 2018   | Golden State | 4      | 0      | 2,7    | 50,0  | 0,0    | 66,7 | 0,75    | 0,00    | 0,00   | 0,00   | 1,00   |
| 2019   | Golden State | 4      | 1      | 2,0    | 100,0 | 0,0    | 50,0 | 0,50    | 0,00    | 0,00   | 0,00   | 0,75   |
| 2024   | Cleveland    | 2      | 0      | 4,6    | 0,0   | 0,0    | 0,0  | 1,00    | 1,00    | 0,00   | 0,50   | 0,00   |
| Total  | Total        | 14     | 1      | 3,5    | 50,0  | 0,0    | 57,1 | 0,93    | 0,14    | 0,14   | 0,14   | 1,00   |

Mise à jour le 20 mai 2024

## Records sur une rencontre en NBA
Les records personnels de Damian Jones en NBA sont les suivants, :
| Type de statistique        | Saison régulière | Saison régulière      | Saison régulière | Playoffs | Playoffs                        | Playoffs      |
| Type de statistique        | Record           | Adversaire            | Date             | Record   | Adversaire                      | Date          |
| -------------------------- | ---------------- | --------------------- | ---------------- | -------- | ------------------------------- | ------------- |
| Points                     | 24               | @ Rockets de Houston  | 30 mars 2022     | 3        | Trail Blazers de Portland       | 14 mai 2019   |
| Paniers marqués            | 9                | 4 fois                | 4 fois           | 1        | 5 fois                          | 5 fois        |
| Paniers tentés             | 15               | Spurs de San Antonio  | 19 décembre 2021 | 3        | 2 fois                          | 2 fois        |
| Paniers à 3 points réussis | 3                | Lakers de Los Angeles | 4 avril 2023     | -        | -                               | -             |
| Paniers à 3 points tentés  | 3                | 2 fois                | 2 fois           | -        | -                               | -             |
| Lancers francs réussis     | 7                | 2 fois                | 2 fois           | 2        | Pelicans de La Nouvelle-Orléans | 28 avril 2018 |
| Lancers francs tentés      | 9                | 2 fois                | 2 fois           | 2        | 3 fois                          | 3 fois        |
| Rebonds offensifs          | 6                | Bucks de Milwaukee    | 24 mars 2023     | 2        | Trail Blazers de Portland       | 19 avril 2017 |
| Rebonds défensifs          | 14               | @ Rockets de Houston  | 1er avril 2022   | 2        | @ Spurs de San Antonio          | 22 mai 2017   |
| Rebonds totaux             | 17               | @ Rockets de Houston  | 1er avril 2022   | 2        | 4 fois                          | 4 fois        |
| Passes décisives           | 5                | 5 fois                | 5 fois           | 2        | @ Magic d'Orlando               | 25 avril 2024 |
| Interceptions              | 4                | 2 fois                | 2 fois           | 1        | 2 fois                          | 2 fois        |
| Contres                    | 6                | @ Rockets de Houston  | 1er avril 2022   | 1        | 2 fois                          | 2 fois        |
| Balles perdues             | 5                | @ Suns de Phoenix     | 14 novembre 2019 | 2        | 2 fois                          | 2 fois        |
| Minutes jouées             | 37               | Nuggets de Denver     | 9 mars 2022      | 7        | @ Magic d'Orlando               | 25 avril 2024 |

- Double-double : 4
- Triple-double : 0

Dernière mise à jour : 20 mai 2024